# Panamericanismo
El panamericanismo o integración americana, es el movimiento diplomático, político, económico y social americano que busca crear, fomentar y ordenar las relaciones, la asociación y cooperación entre los países americanos en diversos ámbitos de interés en común.

## Evolución del panamericano
Inicialmente, el propósito de liberalizar el intercambio comercial no se dio; pero sí se extendió la colaboración a una serie de áreas como la salud (Organización Panamericana de la Salud), geografía e historia (Instituto Panamericano de Geografía e Historia), derechos y cuidados de la infancia (Instituto Panamericano de Protección a la Infancia), derechos de la mujer (Comisión Interamericana de Mujeres), políticas indígenas (Instituto Indigenista Interamericano), agricultura (Instituto Interamericano de Ciencias Agrícolas), defensa continental colectiva (Tratado Interamericano de Asistencia Recíproca), ayuda económica (Banco Interamericano de Desarrollo) y deportiva (Organización Deportiva Panamericana), entre otros. 
Así como una serie de preceptos diplomáticos y políticos en las relaciones entre los países como el petróleo entre los países, no siempre respetados o cumplidos como los siguientes: el arbitraje entre las partes, solución pacífica de los conflictos, la no intervención, igualdad de los estados en los organismos que integran y entre sus relaciones, decisiones por medio de resoluciones aprobadas por la mayoría. Así como el reconocimiento del asilo diplomático, la redacción del Código Bustamente (o Código de Derecho Internacional Privado), el sistema interamericano de derechos humanos (Declaración Americana de los Derechos y Deberes del Hombre, la Convención Americana sobre Derechos Humanos junto con sus protocolos y convenciones asociadas y la Carta Democrática Interamericana).
Uno de los hitos del Panamericanismo es la Organización de los Estados Americanos (OEA). Este organismo regional tiene como fin la integración, cooperación bilateral, desarrollo sostenible en diversas áreas (energía, ambiente, salud etc.) promover la democracia, paz e igualdad de derechos para los ciudadanos en cada una de las Repúblicas y monarquías del continente. La OEA es el principal organismo regional de América o las Américas.

## Problemas del panamericanismo
Hay problemas en torno a la postura panamericanista, ya que ésta se opone a las invasiones e intervenciones económicas y militares ejercidas por Estados Unidos en América Latina y el Caribe. Esto ocurre porque estas intervenciones están determinadas por los intereses de la política exterior de Estados Unidos y es reforzada por el corolario Roosevelt (1904) de la Doctrina Monroe. Ambas políticas ven a Latinoamérica como un territorio de explotación y que sirve para una expansión de sus intereses comerciales. Duró hasta la política de buena vecindad (1933) de Franklin Delano Roosevelt y la creación de la oficina del Coordinator de Asuntos Interamericanos en 1940.

En el plano ideológico, la reestructuración de las relaciones interamericanas en torno a los objetivos estadounidenses se apoyó en la construcción de un discurso panamericanista, que ponía el acento en la noción de «solidaridad continental», basada en las ideas de unidad geográfica y afinidad política. Por tratarse de un continente aislado, de otro hemisferio, América estaría lejos de los problemas y de la influencia europea, y se constituía en una unidad geográfica que reforzaba la condición republicana de todos los países americanos.
Enrique Ayala Mora (dir.), Historia general de América Latina, 2008.

A partir de 1945 y con la Guerra Fría, EE. UU. considera que la amenaza de la instalación de regímenes comunistas o demasiado reformistas en América Latina también implica una intervención, aunque menos directa. El interés de los EE. UU. difiere del interés que la mayoría de los países latinoamericanos buscan en el panamericanismo. El panamericanismo en los ojos de los EE. UU. será un panamericanismo basado en sus intereses de hegemonía en la región. Como reacción parecen surgir relaciones más íntimas entre los países latinoamericanos en un sentimiento de latinoamericanismo.
Las siguientes son las invasiones y/o intervenciones que ha realizado EE. UU.:

### Argentina
1831: El 28 de diciembre, enarbolando bandera francesa, la corbeta Lexington llegó a Puerto Soledad. Un contingente desembarcó y destruyó el asentamiento, tomando prisioneros a la mayoría de sus habitantes.
1852-1853: Infantes de marina (o marines) se instalan en Buenos Aires para proteger los intereses estadounidenses frente a una revolución

### Canadá
1775-1776: En el curso de la Guerra de Independencia de los Estados Unidos.

### Chile
1891: Intervención de fuerzas navales tras la muerte de dos guardiamarinas estadounidenses del crucero USS Baltimore en una pelea a la salida de una cantina de Valparaíso.Por lo tanto Estados Unidos, amenazó a Chile con la guerra si el gobierno chileno no obedecía un ultimátum y aceptaba las condiciones impuestas contrarias a lo que los tribunales de justicia chilenos habían determinado.

### Cuba
1898-1902: Guerra Hispano-Estadounidense, tras la victoria estadounidense, construcción de una base militar en Guantánamo como recompensa por la liberación de la tutela española de Cuba, tras la interrupción estadounidense al final del proceso de independencia de Cuba (1895-1898) estando éstas portas de su emancipación por medios cubanos propios.
Estados Unidos impone la posibilidad de inversiones financieras y un derecho de injerencia en los asuntos interiores de Cuba mediante la Enmienda Platt. Anexión de las antiguas colonias españolas de Puerto Rico, Cuba, Filipinas y Guam. Ocupación de la Wake en Oceanía.

### Granada
1983: Invasión para apoyar el nuevo gobierno que derrocó al primer ministro pro cubano Maurice Bishop.

### Guatemala
1960: Bombardeos
1967-1969: Bombardeos.

### Haití
1915: Ocupación estadounidense de Haití (1915-1934).
1994: Intervención para instalar al presidente elegido Jean-Bertrand Aristide
2004: Los Estados Unidos, en una intervención militar y con la ayuda de Francia, Chile, y Reino Unido, deponen al presidente haitiano Jean-Bertrand Aristide del poder en el marco de la operación MINUSTAH.

### México
1846-1848: Guerra México - Estados Unidos: los Estados Unidos anexionan la mitad del territorio mexicano. Este territorio ahora está repartido entre los estados de Texas, California,Nevada, Utah, Arizona, Nuevo México y una parte de Colorado, Kansas, Oklahoma y Wyoming.
1914: 23 la de la Veracruz masacrando a la población civil: Ocupación estadounidense de Veracruz de 1914.
1917: Expedición punitiva contra Francisco Villa: durante la Revolución Mexicana, el presidente estadounidense Woodrow Wilson envió tropas a México, encabezadas por el general"Black Jack" Pershing (el mismo que comandaría las fuerzas estadounidenses en la Primera Guerra Mundial) para capturar al líder revolucionario Pancho Villa, que había atacado una localidad estadounidense. La expedición fracasa. Francisco Villa se libra de la muerte.

### Nicaragua
1853: Protección de los ciudadanos y de los intereses estadounidenses durante trastornos políticos.
1854: Invasión de marines en represalias a una ofensa hecha al representante estadounidense en Nicaragua. Destrucción de la ciudad de Greytown (San Juan del Norte).
1894: Intervención en Bluefields con el fin de proteger los intereses de los Estados Unidos en respuesta a una revolución.
1926: La guerrilla de Augusto César Sandino contribuyó a la salida de las tropas estadounidenses de ocupación.

### Panamá
1964 En represalia por los sucesos del 9 de enero por disputas sobre la soberanía del canal de Panamá.
1989 Invasión para derrocar al general Manuel Noriega.

### República Dominicana
1916: Ocupación estadounidense de la República Dominicana (1916-1924).
1965: Durante la Guerra Civil Dominicana, la intervención fue posteriormente apoyada por la OEA, pese a que las fuerzas de intervención estadounidense en el país, fueron mucho más numerosas que las proporcionadas por la OEA (42 420 tropas estadounidenses). Alrededor de 3000 muertos.

### Uruguay
1855: (Del 25 al 29 de noviembre), Fuerzas navales estadounidenses y europeas desembarcan para proteger intereses de sus connacionales durante una revolución en Montevideo.
1858: Del 2 al 27 de enero. Las fuerzas de dos buques de guerra de Estados Unidos desembarcan para proteger los bienes norteamericanos en Montevideo.3
1868: Los marines protegen a residentes extranjeros y fuerzan la aduana durante una insurrección en Montevideo.

## Algunos hitos del panamericanismo de raíz hispanoamericana
- El 2 de mayo de 1801 Francisco de Miranda publicaba en Londres los Planes de Gobierno que había preparado en 1790 y en los que recogía el plan de gobierno para Hispanoamérica después de que se independizará de la metrópoli.
- En agosto de 1810 en las Provincias Unidas del Río de la Plata, Mariano Moreno entregaba su trabajo, encargado por la Junta de Gobierno provisional su Plan de Operaciones, y que se debía poner en práctica para consolidar la grande obra de nuestra libertad e independencia. Hay divergencias sobre la autenticidad del documento.
- Simón Bolívar, desde Kingston, Jamaica, el 6 de septiembre de 1815 escribía la que es conocida como Carta de Jamaica en donde se exponen las causas y argumentos que justifican la independencia de los territorios españoles de América así como su posterior unidad. En este documento se encuentran las bases de la doctrina Bolivariana resumida en la máxima unidad e independencia.
- En septiembre del 1815 José Artigas publica el Reglamento de Tierras. En él se reparten las tierras abandonadas y se establece un orden que permite restaurar la producción ganadera.
- Bernardo Monteagudo escribe sus ideas sobre la necesidad de una federación general entre los estados Hispanoamericanos y plan de su organización.
- En Guatemala y a la sombra de la constitución española de 1812 José Cecilio del Valle publica el periódico El Amigo de la Patria cuya línea editorial defendía los principios del liberalismo y los derechos de Hispanoamérica a su independencia. Unos años después, en 1822, publica el texto titulado Soñaba el abad de San Pedro; y yo también sé soñar donde resumen su ideario independentista unificador coincidiendo con Bolívar y de Monteagudo.
- El 7 de diciembre de 1824 Simón Bolívar llama al Congreso de Panamá. La convocatoria es para los gobiernos de México, Río de la Plata, Chile y Guatemala. Dos años más tarde se aprueba, por la asamblea de las Américas del Congreso de Panamá el Tratado de unión, liga y confederación perpetua.
- En Nueva York, José Martí publica en la Revista Ilustrada de Nueva York el 10 de enero de 1891 el artículo "Nuestra América".
- En 1918 se produce en Córdoba (Argentina), la reforma universitaria que en su proclama dice:

HOMBRES de una república libre, acabamos de romper la última cadena que, en pleno siglo XX, nos ataba a la antigua dominación monárquica y monástica. Hemos resuelto llamar a todas las cosas por el nombre que tienen. Córdoba se redime. Desde hoy contamos para el país una vergüenza menos y una libertad más. Los dolores que quedan son las libertades que faltan. Creemos no equivocarnos, las resonancias del corazón nos lo advierten: estamos pisando sobre una revolución, estamos viviendo una hora americana...

- El 20 de marzo de 1929 Augusto César Sandino, el General de Hombres Libres, presenta a los gobiernos de los 21 estados Hispanoamericanos el Plan de realización del supremo sueño de Bolívar.

## Organismo supranacional que integra a los Estados Soberanos americanos
|                                                        |  |  | \| Nombre oficial: Organización de los Estados Americanos \| \| Países miembros: 35 países americanos. \| \| Sede: Distrito de Columbia \| \| Fundación: 8 de mayo de 1948 \| \| Tipo: Organismo internacional \| |
| Nombre oficial: Organización de los Estados Americanos |  |  | |
| Países miembros: 35 países americanos.                 |  |  | |
| Sede: Distrito de Columbia                             |  |  | |
| Fundación: 8 de mayo de 1948                           |  |  | |
| Tipo: Organismo internacional                          |  |  | |